# Moșe Kațav
Moshé Katsav (în ebraică משה קצב, n. 5 decembrie 1945, Yazd, Iran) este un om politic israelian. A fost al optulea președinte al Israelului, între 1 august 2000 și 15 iulie 2007.

## Biografie
S-a născut în orașul Yazd din Iran, înregistrat fiind în limba persană ca Musa Qassab. A emigrat la vârsta de 5 ani în Israel împreună cu familia. A locuit în localitatea de provincie Kiryat Malakhi, unde și-a început activitatea politică în sânul partidului de dreapta Herut, iar apoi a blocului și a partidului de centru-dreapta Likud. A ajuns în două rânduri șef de consiliu local (primar) al localității. A făcut studii de economie și istorie.
A îndeplinit funcții de deputat în Knesset, ministru - între altele ministru adjunct al locuințelor, ministru al muncii și al ajutorului social, ministru al transporturilor, ministru al turismului și viceprim-ministru, etc..
În anul 2000 a fost ales președinte al Statului Israel de către Knesset, învingându-l, într-un mod oarecum surprinzător pe experimentatul om de stat Shimon Peres. Având imaginea unui activist politic relativ tânăr, prezentabil, ridicat cu succes din generația copiilor imigrați din țările Orientului și, în același timp, conservator, cu o familie care respectă perceptele  religioase, Moshe Katzav s-a bucurat de sprijinul partidelor de dreapta și al celor clericale, inclusiv al partidului ultra-ortodox de rit oriental Shas. A făcut vizite oficiale însemnate în China, Grecia și Rusia - țări care doar în ultimul deceniu și jumătate și-au ameliorat relațiile cu Israelul. A făcut concesii cercurilor clericale adoptând o atitudine rezervată față de reprezentanții și delegațiile evreilor de rit reformat.  
La cererea sa din data de 25 ianuarie 2007, Moshe Katzav a fost suspendat, mai întâi pe trei luni, din exercitarea funcției de președinte de către Knesset-ul statului Israel, pentru efectuarea de cercetări penale la adresa sa. Fiind în cele din urmă inculpat pentru delicte sexuale în relațiile de muncă cu mai multe funcționare care i-au fost subalterne, a fost înlocuit și în continuare de un președinte interimar al statului, conform Constituției, președinta Knesset-ului, Dalia Itzik.
În alegerile din iunie 2007, Knessetul a îndreptat gestul de neîncredere din anul 2000 și, la capătul unei lupte destul de încordate pentru voturi, l-a  ales de această  dată pe octogenarul Shimon Peres.
Pe data de 30 decembrie 2010 a fost găsit vinovat de către un tribunal din Tel Aviv, pentru două delicte de viol și hărțuieli sexuale față de mai multe femei care au lucrat sub conducerea sa ca ministru al turismului și ca președinte al statului, precum și pentru obstrucții în procesul judiciar, pedeapsa urmând să fie decisă la o dată ulterioară.
La 22 martie 2011 a fost condamnat la șapte ani de închisoare fermă și la doi ani închisoare cu suspendare, precum și la plata de despăgubiri în valoare de 125 000 shekeli femeilor care au fost victime delictelor sale.
La data de 7 decembrie 2011, a fost încarcerat la închisoarea de maximă securitate Maasiyahu pentru executarea pedepsei.
A fost primul șef de stat anchetat pentru viol.
La 18 decembrie 2016 a acceptat să-și exprime regretul pentru faptele sale, dar nu în public. La 21 decembrie 2016 a fost pus în libertate pentru bună purtare în timpul detenției, după ce a ispășit un total de cinci ani și 15 zile din pedeapsa de șapte ani închisoare.